# Noordoostelijke Doorvaart

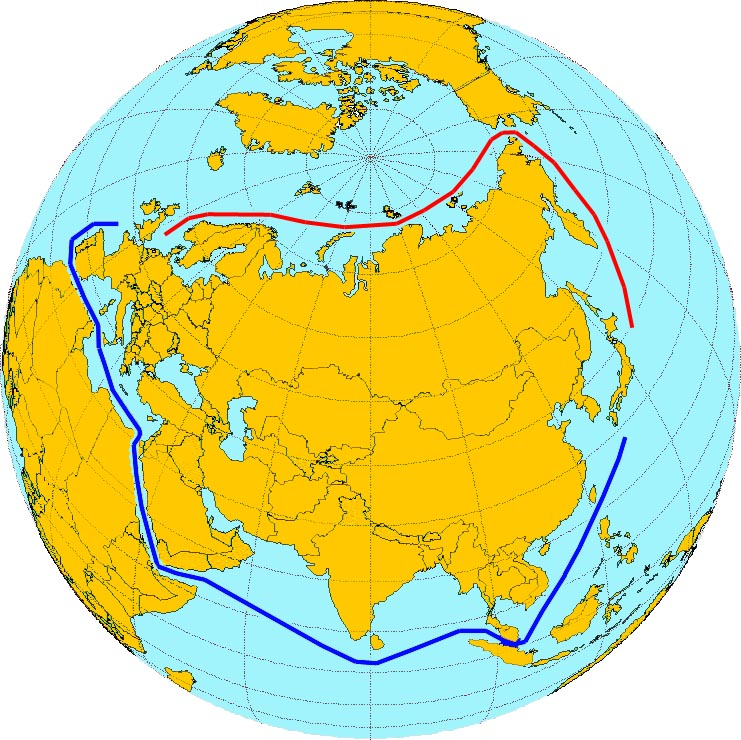
Noordoostelijke Doorvaart (rood) en de alternatieve route via het Suezkanaal (blauw)

De Noordoostelijke Doorvaart of Noordoostpassage, is een scheepvaartroute van de Atlantische Oceaan door de Noordelijke IJszee (Barentszzee, Karazee, Laptevzee, Oost-Siberische Zee, Tsjoektsjenzee en Beringzee) naar de Grote Oceaan langs de noordkust van Siberië. Ze vormt de kortste zeeverbinding tussen Europees Rusland en het Russische Verre Oosten. Het grootste deel ligt in arctische wateren en sommige gedeelten waren slechts 2 maanden per jaar vrij van ijs. Met behulp van onder andere atoomijsbrekers kon men echter langer doorvaren. Intussen is een (praktisch) ijsvrije doorvaart mogelijk.

## Noordelijke zeeweg
Het deel van de Noordoostelijke Doorvaart in Russische wateren wordt ook wel de Noordelijke Zeeroute genoemd (Russisch: Северный морской путь; Severny Morskoj poet). Tot het begin van de 20e eeuw stond de route vooral bekend als de Noordoostelijke Doorvaart. In diverse talen, waaronder het Nederlands, wordt die laatste naam, of varianten daarvan, vaak nog gehanteerd.

## Geschiedenis

### Ontdekkings- en onderzoeksexpedities
Het idee voor een noordelijke zeeroute kwam van de Russische diplomaat Dmitri Gerasimov in 1525. De Russische handelaren en kolonisten aan de Witte Zee, de Pomoren, hadden echter al gedeelten van de Noordelijke Zeevaartroute onderzocht vanaf de 11e eeuw. Tegen de 17e eeuw hadden zij een continue zeevaartroute vanaf Archangelsk tot aan het estuarium van de Jenisej. Deze route stond bekend als de Mangazeja-zeeweg, naar de stad Mangazeja en kan worden gezien als de voorloper van de Noordoostelijke Doorvaart..

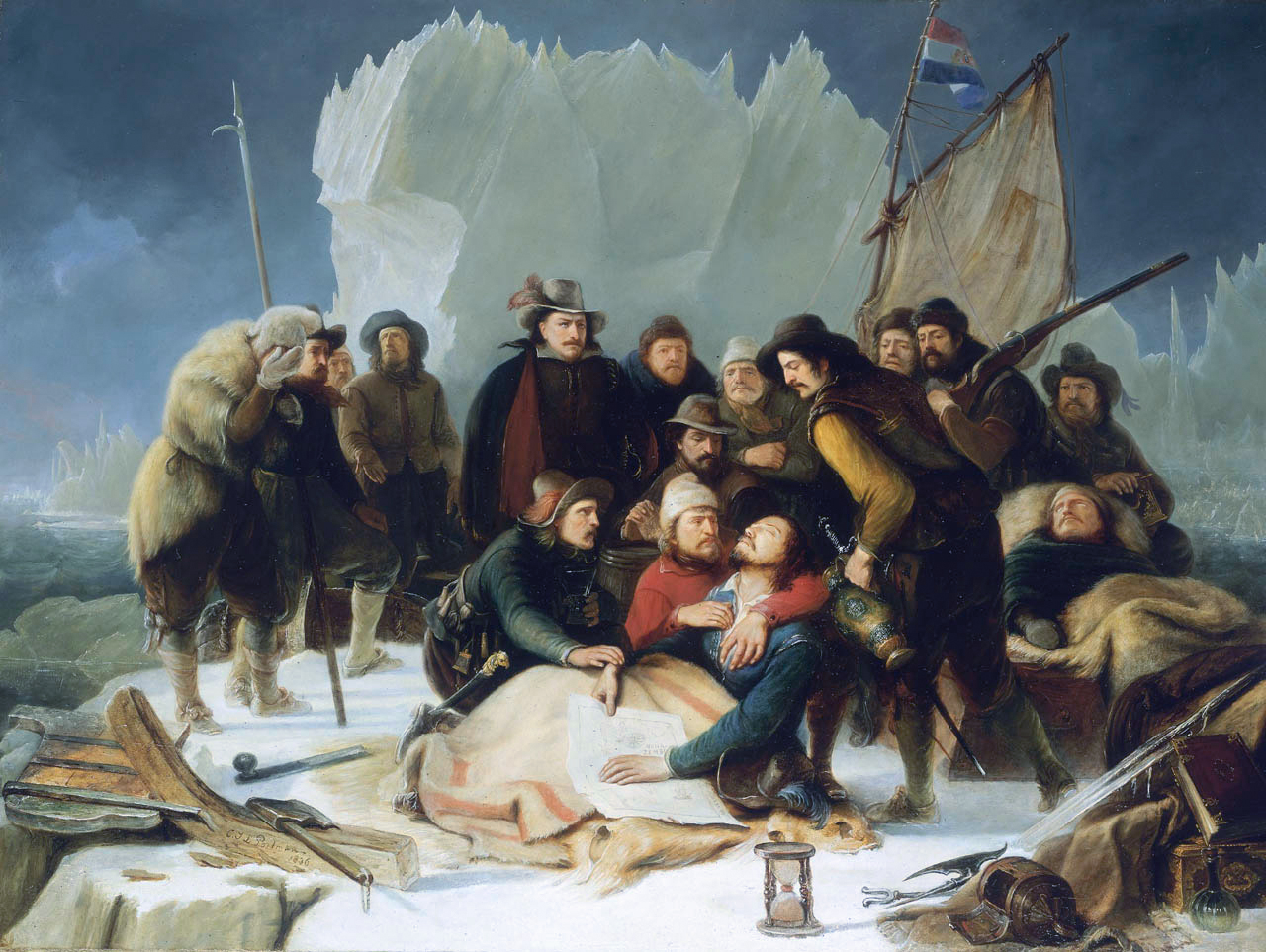
De dood van Willem Barentsz
(Christiaan Julius Lodewyck Portman, 1836)
Barentz stierf op de terugweg van zijn expeditie naar Nova Zembla.

De westelijke gedeelten werden echter niet alleen door Russische zeevaarders bevaren, maar ook Europese zeevarende landen, zoals de Republiek der zeven verenigde Nederlanden, Engeland, Denemarken en Noorwegen bevoeren de route in oostelijke richting (vandaar de naam 'Noordoostelijke doorvaart') op zoek naar een kortere weg naar India en China. Hoewel deze expedities mislukten, werden wel nieuwe kusten en eilanden ontdekt en in kaart gebracht. De bekendste expeditie was die van Willem Barentsz, die Spitsbergen en Bereneiland ontdekte. In 1619 sloot de Russische regering echter de Mangazeja-zeeweg uit angst voor Nederlandse en Engelse invloed in Siberië. Mangazeja werd met de grond gelijk gemaakt en de handel van de Pomoren raakte in verval, waardoor de meeste ontdekkingsreizen in de 17e eeuw werden uitgevoerd door Siberische Kozakken, die in hun zeewaardige kotsjen van de ene riviermonding naar de andere voeren. In 1648 vond de meest beroemd geworden tocht plaats onder leiding van Fedot Aleksejev en Semjon Dezjnjov, die oostwaarts voeren vanaf de monding van de rivier de Kolyma naar de Grote Oceaan, waarbij ze het Tsjoektsjenschiereiland omvoeren, waarmee ze bewezen dat er geen landverbinding bestond tussen Azië en Noord-Amerika.
Tachtig jaar later, in 1725, trok de in Denemarken geboren Russische ontdekkingsreiziger Vitus Bering in omgekeerde richting door de Noordoostpassage vanaf Kamtsjatka op zijn boot de Svjatoj Gavriil door de nauwe zeeweg tussen Azië en Noord-Amerika, die nu naar hem is genoemd: de Beringstraat. Bering gaf ook de Diomedeseilanden in deze straat hun huidige naam. Deze waren al eerder door Dezjnjov ontdekt en beschreven. Berings tochten waren onderdeel van een serie van tochten die werden georganiseerd door Peter de Grote. De Tweede Kamtsjatka-expeditie (Grote Noordelijke Expeditie) werd opnieuw door Bering geleid en vond plaats van 1735 tot 1742. De expeditie vond plaats op twee schepen; de Sint-Peter en de Sint-Paulus, waarvan de laatste werd geleid door kapitein Aleksej Tsjirkov, die eerder onder het bevel van Bering had gevaren tijdens Berings eerste expeditie. Tijdens de expeditie waren zij, nadat ze door een storm elkaar kwijt raakten, de eerste westerlingen die de noordwestkust van Noord-Amerika ontdekten (Bering) en betraden (Tsjirkov). Onderweg terug ontdekte Bering de Aleoeten, maar werd ziek en moest noodgedwongen met zijn schip Sint-Peter onderdak zoeken op een eiland uit de kust van Kamtsjatka, waar hij uiteindelijk overleed. Dit eiland werd later Beringeiland genoemd. Daarnaast waren ook andere Russische marineschepen betrokken bij de Tweede Kamtsjatka-expeditie, zoals Semjon Tsjeljoeskin, die in mei 1742 het noordelijkste punt bereikte van zowel de Noordoostpassage als van het Euraziatische vasteland; Kaap Tsjeljoeskin.
Verdere onderzoeksexpedities vonden plaats in de jaren 60 van de 18e eeuw (Vasili Tsjitsjagov), van 1785 tot 1795 (Joseph Billings en Gavril Sarytsjev), in de jaren 20 van de 19e eeuw (Ferdinand Wrangel, Pjotr Anjou, graaf Fjodor Litke en anderen) en in de jaren 30 van de 19e eeuw. De mogelijkheid van het bevaren van de hele route werd halverwege de 19e eeuw aangetoond. Pas in 1878 wist echter de Fins-Zweedse poolonderzoeker Adolf Erik Nordenskiöld voor het eerst succesvol de hele Noordoostelijke Doorvaart te bevaren van het westen naar het oosten. In 1915 voltooide een Russische expeditie onder leiding van Boris Vilkitski de zeeroute voor het eerst in westelijke richting.
Een jaar vóór Nordenskiölds reis begon de commerciële exploitatie met de zogenoemde Kara-expedities die Siberische landbouwproducten vervoerden over de Karazee. Van de 122 konvooien tussen 1877 en 1919 slaagden echter slechts 75 hierin, waarbij slechts 55 ton aan goederen werd vervoerd.
Vanaf 1911 voeren eenmaal per jaar stoomboten van Vladivostok naar de Kolyma (de zogenoemde Kolyma-stoomboten).
Nordenskiöld, Nansen, Roald Amundsen, George Washington DeLong, Stepan Makarov en anderen voerden vooral expedities uit voor wetenschappelijke en cartografische doeleinden.

### Exploitatie door de Sovjet-Unie
De introductie van de radio, stoomschepen en ijsbrekers maakten het transport over de Noordoostelijke Doorvaart rendabel. Na de Oktoberrevolutie raakte de Sovjet-Unie geïsoleerd van de westerse wereld, waardoor de route sterk aan belang won daar deze volledig over Russische wateren loopt en niet in de buurt kwam van landen die geen communistisch systeem hadden. Daarnaast is het de kortste route tussen het westelijke Europees Rusland en het oostelijke Sovjet Verre Oosten.
In het heetst van de Russische Burgeroorlog, op 2 juli 1918, tekende Lenin daarom het besluit van de Raad van Volkscommissarissen voor de toekenning van een miljoen roebel voor een expeditie voor een studie naar de Noordelijke IJszee.
In 1932 leidde professor Otto Schmidt als eerste een expeditie helemaal vanaf Archangelsk naar de Beringstraat met behulp van de ijsbreker Aleksandr Sibirjakov binnen één navigatieperiode en daarmee zonder overwintering zoals alle voorgaande poolexpedities hadden gedaan. Na nog een aantal pogingen in 1933 en 1934, waarbij de laatste onder leiding van Ivan Papanin strandde in de Tsjoektsjenzee, werd de Noordoostelijke Doorvaart officieel opengesteld voor commerciële exploitatie. De leiders van de expedities die het begin vormden van de exploitatie van de Noordoostelijke Doorvaart werden zowel door de bevolking van de Sovjet-Unie als door het buitenland met eenzelfde enthousiasme ontvangen als de eerste kosmonauten een aantal decennia later.
De sovjetautoriteiten zagen in dat de Noordoostelijke Doorvaart zou kunnen zorgen voor een economische impuls voor het afgelegen Hoge Noorden en in 1932 werd het Hoofdbestuur Noordelijke Zeeroute ingesteld dat toezag op deze exploitatie door middel van het openhouden van de zeeroute met ijsbrekers, het opzetten van poolstations en andere zaken die te maken hadden met het operationeel houden van de route. Otto Schmidt had als eerste de leiding over dit staatsorgaan. In 1935 begon de exploitatie en een jaar later trok een gedeelte van de Baltische Vloot door de Zeeroute naar de Grote Oceaan waar een militair conflict dreigde met Japan (zie Slag om het Chasanmeer).
In de jaren 40 werd de Noordoostelijke Doorvaart gebruikt door geallieerde konvooien die goederen naar Rusland brachten via IJsland en Schotland in het kader van de Lend-Lease Act. Nazi-Duitse U-boten vielen (onder andere in het kader van Operatie Wunderland) deze konvooien en later ook Sovjetpoolstations aan en hadden geheime bevoorradings- en radioafluisteringsstations op afgelegen plaatsen in de Barentszzee en de Karazee. Een aantal van deze stations werd pas na de oorlog ontdekt. De havens van Archangelsk en later die van Moermansk werden in de oorlog gebruikt voor het overhevelen van de goederen naar het binnenland. Vooral de havens en stadsgebieden van Moermansk behoorden tot de zwaarst bevochten objecten van het noorden van de Sovjet-Unie. In de jaren 50 en 60 werd de Noordoostelijke Doorvaart systematisch uitgebouwd door de aanleg van havens als Dikson, Doedinka, Tiksi, Pevek en Providenieja en werd de scheepvaartperiode verlengd door de inzet van atoomijsbrekers. Zo wist de atoomijsbreker Sibir in mei/juni van 1978 in 18 dagen van Moermansk naar de Beringstraat te varen. In de jaren zeventig ging het Hoofdbestuur Noordoostelijke Doorvaart op in het Ministerie van Marine.

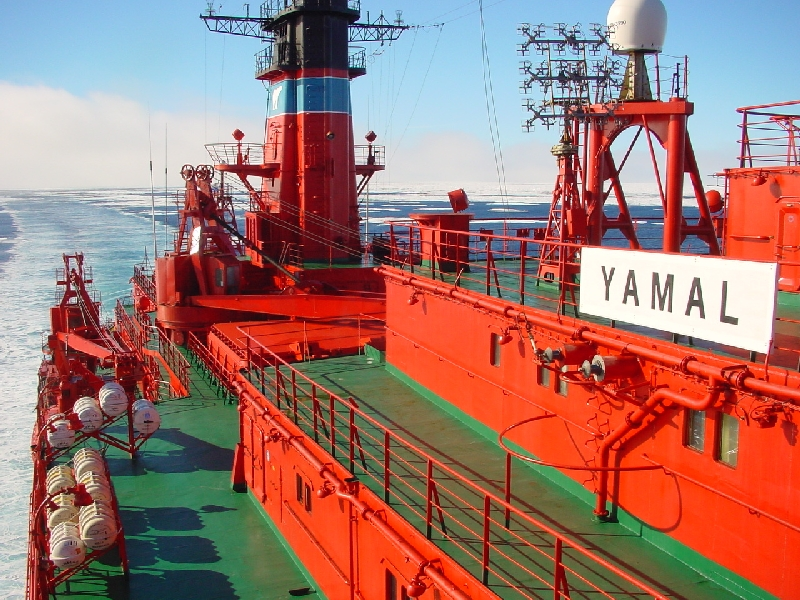
Russische atoomijsbreker Jamal

### Na de Sovjet-Unie
Na het uiteenvallen van de Sovjet-Unie raakte de handel over de Noordoostelijke Doorvaart in verval in de dramatische jaren 90. Sindsdien is de handel sterk teruggelopen als gevolg van de hoge kosten die zijn verbonden aan de vloot ijsbrekers en het openhouden van de zeeroute. De handel beperkt zich sindsdien tot de gedeelten tussen Moermansk en Doedinka in het westen, waar het hele jaar door ertsen worden vervoerd in westelijke richting en consumptiegoederen in oostelijke richting en tussen Vladivostok en Pevek in het oosten. In het oostelijke deel wordt de doorvaart bemoeilijkt door het zich verplaatsende pakijs en in 1989 bedroeg het goederentransportvolume slechts een tiende van dat in het westelijke deel. De havens daar werden en worden vooral vanuit oostelijke havens bevaren. De tussenliggende havens zoals Dikson en Tiksi worden nauwelijks tot niet meer aangedaan en zijn daardoor in verval geraakt en verloren een groot deel van hun bevolking.
Van de route zijn slechts zeven havens het hele jaar ijsvrij. Van west naar oost zijn dit: Moermansk op het Kolaschiereiland, Doedinka aan de Golf van Jenisej (exporthaven van het enorme mijnbouwgebied rond Norilsk), Petropavlovsk-Kamtsjatski in het zuidoosten van Kamtsjatka in het noorden van de Avatsjabaai en Magadan, Vanino, Nachodka en Vladivostok aan de Grote Oceaan. Andere havens zijn over het algemeen bruikbaar van juli tot oktober. De belangrijkste gebruikers van de route zijn de bedrijven Norilsk Nikkel, Gazprom, LUKoil, Rosneft, Rosjelf en de deelgebieden kraj Krasnojarsk, Jakoetië en Tsjoekotka.

## Nieuwe mogelijkheden door opwarming aarde
Door sommige wetenschappers werd geopperd dat de Noordoostelijke Doorvaart ergens in de 21e eeuw weer bevaarbaar kon worden gemaakt doordat de temperatuur in het oostelijke deel door het versterkte broeikaseffect verwacht werd sterk te zullen stijgen. 
In 2009 verkreeg het Duitse bedrijf Beluga Shipping GmbH als eerste buitenlandse bedrijf permissie om via de Noordoostelijke Doorvaart te varen zonder hulp van ijsbrekers. Eind september 2009 legden twee Duitse schepen de Noordoostelijke Doorvaart voor het eerst af. In oktober-november 2020 baande het historische zeilschip Sedov zich met succes een weg langs de Noordoostelijke Doorvaart, van Vladivostok tot Kaliningrad, praktisch zonder ijs op de route.
De Noordelijke Zeeroute is ook van groot belang voor Yamal LNG, een groot gasproject op het schiereiland Jamal. Hier wordt een grote fabriek voor vloeibaar aardgas gebouwd welke in 2018 in gebruik is genomen. Tijdens de arctische zomer zal het vloeibare aardgas (lng) via de noordelijk zeeroute naar de markten in Azië en de Stille Oceaan worden vervoerd met ijsbreker/gastankers. In de winter brengen deze gastankers het lng naar Zeebrugge waar Fluxys het vloeibaar aardgas tijdelijk kan opslaan of zal overslaan naar conventionele lng-schepen. Die zullen dan de reis verder zetten en via het Suezkanaal de Aziatische markten voorzien. Voor dit project worden speciale gastankers gebouwd met een capaciteit van ongeveer 170.000 m3. Deze schepen kunnen opereren bij temperaturen van min 50° Celsius en door twee meter dik ijs varen.